# Jaguar C-X75
La Jaguar C-X75 è una concept car ibrida biposto presentata dalla Jaguar al salone di Parigi 2010 il cui nome deriva da C come Concept, X come Experimental e 75 in onore del 75º anniversario della casa automobilistica britannica.
La progettazione della vettura, che inizialmente nei piani aziendali doveva essere prodotta in serie, è stata cancellata nel dicembre 2012 a causa di fattori economici.

## Meccanica
La Jaguar C-X75 è dotata di 4 motori elettrici da 195 CV del peso di 50 kg ciascuno, uno per ruota, alimentati da batterie agli ioni di litio, ricaricate da due micro-turbine che possono funzionare con vari tipi di carburante come gasolio, biocombustibili, GPL e gas naturale; esse sono sviluppate da Jaguar in collaborazione con Bladon Jets. Ciascuna delle 2 turbine pesa 35 kg ed è in grado di fornire 70 kW ad un regime di rotazione di 80000 giri/minuto. Le turbine ricaricando gli accumulatori, possono garantire un'autonomia teorica massima di 900 km, mentre col solo ausilio delle batterie l'auto può percorrere 110 km, per poi poter essere ricaricata in 6 ore collegandola ad una comune presa di casa.
L'uso di un motore per ruote porta alcuni vantaggi, come ad esempio la possibilità di controllare la coppia motrice in qualsiasi momento su ogni ruota in maniera indipendente, garantendo un'aderenza ed una sicurezza maggiori, nonché una distribuzione più omogenea dei pesi.

## Estetica
Data la mancanza di un motore convenzionale, la Jaguar C-X75 è stata disegnata con ampia libertà: ciò ha permesso di creare una vettura più bassa e quindi più aerodinamica delle contemporanee sportive con un CX di 0,32. Il sottoscocca è realizzata seguendo un profilo Venturi.
Il 50% della struttura della C-X75 è realizzata con alluminio riciclato. Sia la pelle Ceramic della plancia che la pelle Storm Grey sono state fornite dall'azienda scozzese Bridge of Weir.